# Karen Elson
Karen Elson (ur. 14 stycznia 1979 w Oldham w Anglii) – brytyjska topmodelka, piosenkarka, kompozytorka oraz gitarzystka. Jej debiutancki album The Ghost Who Walks ukazał się 25 maja 2010 roku. Promują go single The Ghost Who Walks (6 kwietnia) i The Truth Is in the Dirt (21 września).

## Kariera modelki
Karierę modelki Elson rozpoczęła jako nastolatka. Chodziła po wybiegach oraz brała udział w kampaniach reklamowych wielu projektantów mody m.in. Marca Jacobsa (będąc w ciąży), Alexandra McQueena, Chanel, Dolce & Gabbana, Versace, Dior czy Gucci. Występowała na okładkach pism modowych takich jak Vogue, W, Dazed & Confused, Elle i Nylon. W 1998 roku otrzymała tytuł Modelki Roku na gali VH1 Fashion Award, natomiast w 2005 wygrała British Fashion Award dla Najlepszej Modelki. Jej znakiem rozpoznawczym są płomiennie rude włosy oraz brwi, które fotograf Steven Meisel zalecił jej zgolić.

## Muzyka i życie prywatne
Karen Elson występowała w wielu krótkometrażowych filmach i teledyskach. Na planie teledysku do utworu Blue Orchid zespołu The White Stripes poznała swojego przyszłego męża Jacka White'a. Para pobrała się 1 czerwca 2005 roku w Brazylii. Rok później na świat przyszła Scarlett Teresa, natomiast w sierpniu 2007 r. Henry Lee. 26 października 2013 White i Elson rozwiedli się. Obecnie mieszkają w Nashville w stanie Tennessee, gdzie od października 2008 roku Elson wspólnie z Amy Patterson prowadzi butik Venus & Mars z ubraniami i biżuterią vintage.
Karen Elson od kilku lat udziela się muzycznie, m.in. jest założycielką i liderką zaangażowanej politycznie, nowojorskiej trupy kabaretowej The Citizens Band. W 2003 roku śpiewała chórki w utworze Last Time I Saw Her Roberta Planta, natomiast trzy lata później, wspólnie z Cat Power nagrała prowokacyjny cover piosenki Je t’aime… Moi non plus - I Love You (Me Either). Utwór znalazł się na albumie Monsieur Gainsbourg Revisited, nagranym w hołdzie francuskiemu piosenkarzowi Serge'owi Gainsbourgowi.